# ISO 14118
Die Norm ISO 14118 ist eine sicherheitsspezifische Norm. Sie ist als EN ISO 14118 im Amtsblatt der EU unterhalb der Maschinenrichtlinie gelistet. Daher geht von ihr die Vermutungswirkung bei der Konformitätsbewertung von Maschinen aus.

## Einordnung
Die Norm definiert unerwarteten oder unbeabsichtigten Anlauf als Reaktion auf einen falschen Steuerbefehl, Fehlbedienung, nach Wiederherstellung der Energieversorgung oder auf andere Einflüsse. Hierbei kann es nach ISO 12100 zu Gefahrbringenden Bewegungen kommen. Sie unterscheidet zwischen allgemeinen Maßnahmen zur Vermeidung eines unerwarteten Anlaufs bei manuelle Energietrennung und gibt weitere Maßnahmen sowie Anforderungen an Konstruktion und Überprüfung vor.
In der Gestaltung der Steuerung wird sich auf ISO 13849 und IEC 62061 bezogen. Die Gestaltung eines Not-Haltes nach ISO 13850 wird als Maßnahme gegen einen unerwarteten Anlauf ausgeschlossen.